# Notholca lyrata
Notholca lyrata är en hjuldjursart som beskrevs av Vadim Nikolaevich Tikhomirov 1927. Notholca lyrata ingår i släktet Notholca och familjen Brachionidae. Inga underarter finns listade i Catalogue of Life.